# York, New York
York är en ort i västra Livingston County, New York, USA. 